# Sila (miasto)
Sila – pograniczne miasto 350 km na zachód od Abu Zabi w Zjednoczonych Emiratach Arabskich.